# 石立太一
石立太一（日语：／ Ishidate Taichi，1979年12月20日—），日本男性動畫師、動畫演出家、動畫導演。京都動畫董事。

## 來歷
石立太一加入京都動畫後，2003年以《天使特警》（第17話）第一次擔任原畫。之後，2005年，他以《驚爆危機！The Second Raid》（第8話）擔任演出出道。
自2006年起，他擔任《涼宮春日的憂鬱》、《幸運☆星》、《CLANNAD》、《K-ON！輕音部》的分鏡、演出工作。之後，2011年，他擔任《日常》的副導演，2013年，他以《境界的彼方》第一次擔任導演。
2018年，他在《紫羅蘭永恆花園》第二次擔任導演。
他也致力於培養年輕人才，包括擔任京都動畫專門訓練學校動畫師系的講師。

## 參加作品

### 電視動畫
2003年
- 天使特警（原畫）
- 犬夜叉（—2004年，原畫）
- 驚爆危機？校園篇（原畫）

2005年
- AIR（原畫、ED原畫）
- 驚爆危機！The Second Raid（演出、演出助手、原畫）

2006年
- 涼宮春日的憂鬱 (2006版)（分鏡、演出、原畫、ED原畫）
- Kanon（—2007年，分鏡、演出）

2007年
- 幸運☆星（分鏡、演出、原畫）
- CLANNAD（—2008年，分鏡、演出、原畫）

2008年
- CLANNAD ～AFTER STORY～（分鏡、演出、演出補佐、原畫）

2009年
- K-ON！輕音部（分鏡、演出、原畫、ED原畫）
- 涼宮春日的憂鬱 (2009版)（分鏡、演出）

2010年
- K-ON!! 輕音部（分鏡、演出、原畫、ED原畫）

2011年
- 日常（副導演[5]、編劇、分鏡、演出、ED分鏡&演出）

2012年
- 冰（分鏡、演出、原畫、OP原畫）
- 中二病也想談戀愛！（分鏡、演出、OP原畫）

2013年
- 玉子市場（演出、原畫、OP原畫）
- Free！（OP演出補佐、ED演出補佐）
- 境界的彼方（導演[6]、分鏡、演出、原畫、OP分鏡&演出&原畫、ED分鏡&演出）

2014年
- 中二病也想談戀愛！戀（分鏡、原畫）
- Free！Eternal Summer（原畫、OP原畫）
- 甘城輝煌樂園救世主（原畫、OP原畫）

2015年
- 吹響吧！上低音號（原畫）

2016年
- 無彩限的幻影世界（分鏡、演出）
- 吹響吧！上低音號2（分鏡、演出）

2017年
- 小林家的龍女僕（分鏡）

2018年
- 紫羅蘭永恆花園（導演[7][8]、分鏡、演出、OP分鏡&演出&原畫）
- Free！ -Dive to the Future-（分鏡、演出）
- 弦音 -風舞高中弓道部-（—2019年，分鏡）

2021年
- 小林家的龍女僕S（原畫、OP原畫）

2024年
- 吹響吧！上低音號3（分鏡、演出）

2025年
- CITY THE ANIMATION（導演、劇本監修、分鏡、演出、OP分鏡&演出&原畫、ED監修）

### 電影動畫
2009年
- 天上人與亞克托人最後的戰鬥（原畫）

2010年
- 涼宮春日的消失（原畫）

2011年
- 劇場版 K-ON！輕音部（原畫）

2014年
- 玉子愛情故事（原畫）

2015年
- 劇場版 境界的彼方 -I'LL BE HERE-（導演[9]）
- 劇場版 High☆Speed！ -Free！Starting Days-（分鏡、演出）

2016年
- 劇場版 吹響吧！上低音號 ～歡迎加入北宇治高中管樂團～（原畫）
- 劇場版 聲之形（演出、首席原畫、原畫）

2018年
- 莉茲與青鳥（製作委員會製片人）

2019年
- 紫羅蘭永恆花園外傳：永遠與自動手記人偶（監修）

2020年
- 劇場版 紫羅蘭永恆花園（導演、分鏡、演出[10]）

### OVA
2003年
- MUNTO（原畫）

2005年
- MUNTO 穿越時空之壁（原畫）

2011年
- 日常的0話[注 1]（副導演）

### 其它
2011年
- 京都動畫廣告「紫陽花篇」（原畫）[12]
- 京都動畫廣告「星星篇」（分鏡、演出）

2012年
- 京都動畫廣告「眼鏡篇」（分鏡、演出）

2013年
- 京都動畫廣告「游泳篇」（原畫）

## 腳註

## 相關項目
- 京都動畫
- 日本動畫師列表（日语：アニメ関係者一覧）